# Бринон сир Солдр
Бринон сир Солдр (фр. Brinon-sur-Sauldre) насеље је и општина у централној Француској у региону Центар (регион), у департману Шер која припада префектури Вјерзон.
По подацима из 2011. године у општини је живело 1019 становника, а густина насељености је износила 8,76 становника/km². Општина се простире на површини од 116,3 km². Налази се на средњој надморској висини од 138 метара (максималној 162 m, а минималној 118 m).

## Демографија
| 1962. | 1968. | 1975. | 1982. | 1990. | 1999. | 2011. |
| ----- | ----- | ----- | ----- | ----- | ----- | ----- |
| 1.224 | 1.332 | 1.293 | 1.249 | 1.107 | 1.089 | 1.019 |

График промене броја становника у току последњих година